# SN 1972E
SN 1972E var en supernova i galaxen NGC 5253, i Kentaurens stjärnbild, som upptäcktes den 13 maj 1972. Den upptäcktes av Charles Kowal, och observerades i cirka 700 dagar. Den hade en skenbar B magnitud på omkring 8,5, strax efter att den hade nått sin maximala ljusstyrka. När det gäller skenbara ljusstyrkan, var SN 1972E den näst ljusstarkaste supernovan av något slag (svagare bara än SN1987A) under 1900-talet.

## Bakgrund
Supernovans position är omkring 56 bågsekunder väster och 85 bågsekunder söder om centrum av NGC 5253. Positionen i periferin av galaxen stöder observationen, vilket minimerar störningar från bakgrundsobjekt, och har ett bra läge för observatörer på södra halvklotet, men var observerbar även från norra halvklotets observatorier. Försök har gjorts för att följa den i röntgenspektrat med UHURU och OSO-7 men försök att upptäcka gammastrålar från den via duschar av tjerenkovstrålning gav i bästa fall tvetydiga resultat.
Fotometriska och spektroskopiska mätningar gjordes i synligt ljus och nära infrarött av många observatörer under ungefär 700 dagar efter novans maximala ljusstyrka. Interstellära absorptionslinjer av joniserat kalcium från gas både i vår galax och NGC 5253 observerades, och möjliggjorde en uppskattning av den interstellära utsläckningen.
Den utdragna längden av den observerade ljuskurvan visade en anmärkningsvärt enhetlig nedgång med 0,01 magnituder per dag med början ca 60 dagar efter upptäckten. Översatt till andra enheter, är det nästan exakt 77 dagars halveringstid, vilket är halveringstiden av 56 Co. I standardmodellen för typ Ia supernovor, bildas ungefär en solmassa av 56 Ni och slungas ut från en vit dvärg som tillskott från en tvillingstjärna och höjs över chandrasekhargränsen och exploderar. Detta 56 Ni sönderfaller med en halveringstid på ca 6 dagar till 56 Co, och sönderfallet av kobolt ger den energi som utstrålas av supernovaresterna. Modellen ger också en uppskattning av luminositeten för en sådan supernova. Observationerna av SN 1972E, både vad gäller maximal ljusstyrka och takten för ljusstyrkans avtagande var i paritet med dessa förutsägelser, och ledde till en snabb acceptans av denna degenererande explosionsmodell.